# (12124) Hvar
(12124) Hvar est un astéroïde de la ceinture principale.

## Description
(12124) Hvar est un astéroïde de la ceinture principale. Il fut découvert le 6 septembre 1999 à Visnjan par Korado Korlević. Il présente une orbite caractérisée par un demi-grand axe de 2,90 UA, une excentricité de 0,08 et une inclinaison de 2,0° par rapport à l'écliptique.

## Compléments